# Caterina Cavalieriová
Caterina Maddalena Giuseppa Cavalieri (původním jménem Katharina Magdalena Josepha Cavalier, 11. března 1755 Lichtental, Vídeň – 30. června 1801 Vídeň) byla rakouská operní zpěvačka, jedna z nejslavnějších sopranistek své doby. Je známá zejména tím, že 16. července 1782 ztvárnila roli Costanze v Mozartově Únosu ze serailu či Donnu Elviru v Dona Giovanniho na text Lorenza da Ponteho, která byla uvedena ve Vídni 7. května 1788.

## Životopis
Katharina Magdalena Josepha Cavalierová se narodila ve Vídni jako dcera hudebníka a dirigenta Josepha Cavaliera.
Byla velmi talentovaná sopranistka a stala se múzou některých skladatelů.
Zpěvu se učila u císařského dvorního skladatele Antonia Salieriho, který byl také hudebním ředitelem italské opery ve Vídni a byl učitelem mnoha více i méně slavných hudebníků. Salieri později některé role ve svých operách pro psal přímo pro Caterinu Cavalieriovou.

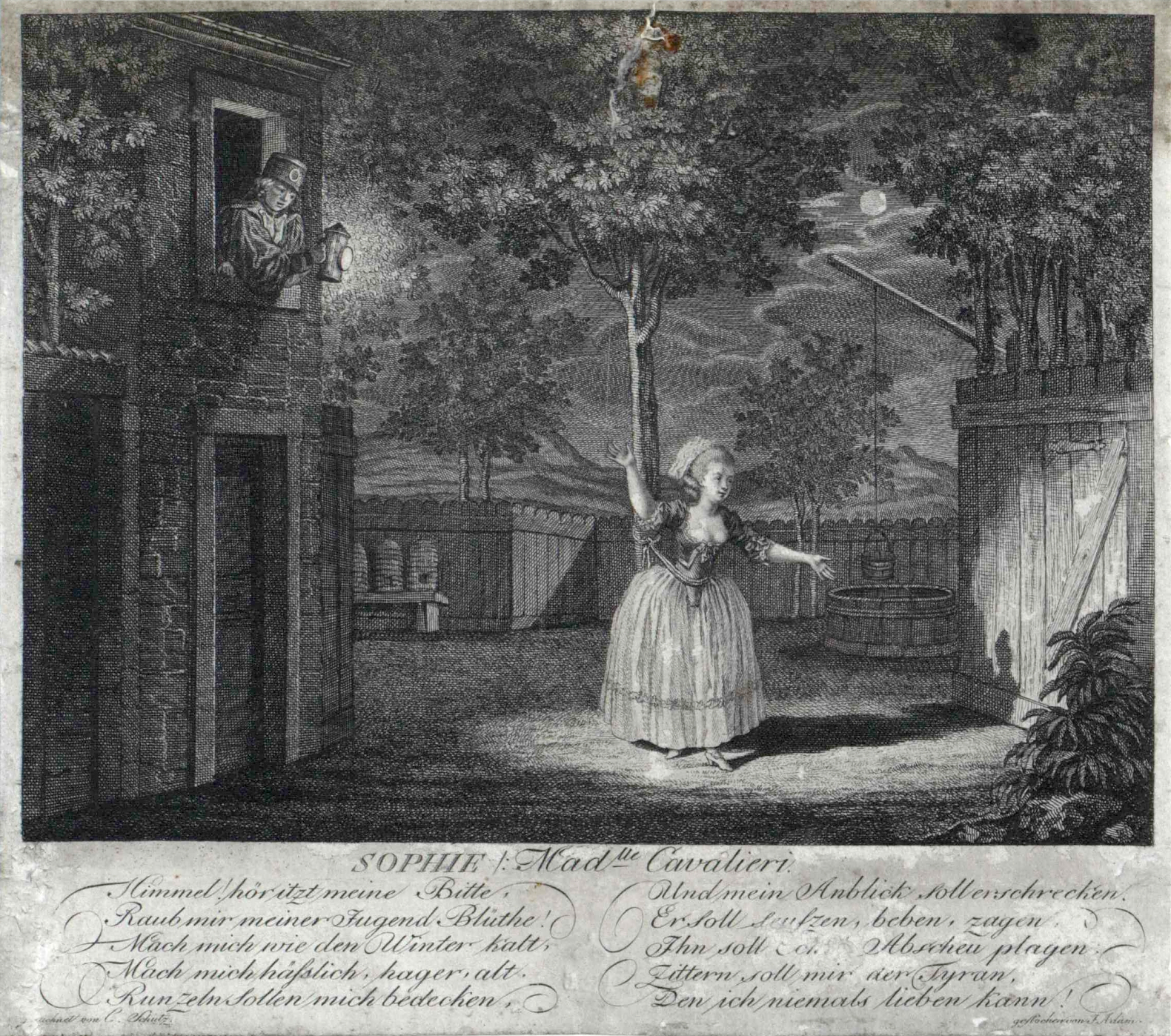
Caterina Cavalieri v Bergknappen, 1779

Caterina Cavalieriová debutovala v roce 1775 v komické opeře La finta giardiniera od Pasquala Anfossiho.
Salieri ji obsadil do roli Nannette v komické opeře Kominík aneb Nepostradatelní zrádci jejich lordstva pro zisk, aby poukázal na její virtuozitu a půvab na jevišti. 
Kolem roku 1790 postupně snižovala počet svých představení a 1. března 1793 se zcela stáhla z jeviště.
Nikdy se neprovdala. Zemřela 30. června roku 1801 ve Vídni ve věku 46 let.

### Film
Ve filmu Amadeus Miloše Formana ztvárnila postavu Cateriny Cavalieri herečka Christine Ebersoleová.